# Tau Cygni
Désignations
Tau Cygni (τ Cyg) est une étoile binaire de la constellation du Cygne, située à environ 66 années-lumière de la Terre. Ce système binaire visuel a une période orbitale de 49,6 ans.
L'étoile principale, Tau Cygni A, de 4e magnitude, est une sous-géante jaune-blanche de type spectral F2IV. Elle a donc une température de surface de 6 000 à 7 500 kelvins et est plus grande, plus chaude et plusieurs fois plus lumineuse que notre Soleil. C'est une étoile variable de type Delta Scuti dont la magnitude apparente varie entre 3,65 et 3,75. Sa compagne Tau Cygni B, de 6e magnitude, est une naine jaune de type spectral G0V. Elle est similaire à notre Soleil en taille, température de surface et luminosité.